# Lurtigen
Lurtigen (en francés Lourtens) es una comuna suiza del cantón de Friburgo, situada en el distrito de See/Lac. Limita al noreste con la comuna de Gempenach, al este con Ulmiz, al sur con Staatswald Galm, al suroeste con Salvenach, y al oeste y norte con Murten.